# جوي لورين آدمز
جوي لورين ادمز (بالإنجليزية: Joey Lauren Adams)‏ مواليد 9 يناير 1968 في أركنساس، هي ممثلة أمريكية بدأت مسيرتها الفنية عام 1991.

## روابط خارجية
- جوي لورين آدمز على موقع IMDb (الإنجليزية)
- جوي لورين آدمز على موقع ألو سيني (الفرنسية)
- جوي لورين آدمز على موقع ميوزك برينز (الإنجليزية)
- جوي لورين آدمز على موقع تيرنر كلاسيك موفيز (الإنجليزية)
- جوي لورين آدمز على موقع أول موفي (الإنجليزية)
- جوي لورين آدمز على موقع قاعدة بيانات الأفلام السويدية (السويدية)
- جوي لورين آدمز على موقع إن إن دي بي (الإنجليزية)
- جوي لورين آدمز على موقع ديسكوغز (الإنجليزية)
- جوي لورين آدمز على موقع قاعدة بيانات الفيلم (الإنجليزية)
- جوي لورين آدمز على موقع كينوبويسك (الروسية)